# Ajtra (córka Pitteusa)

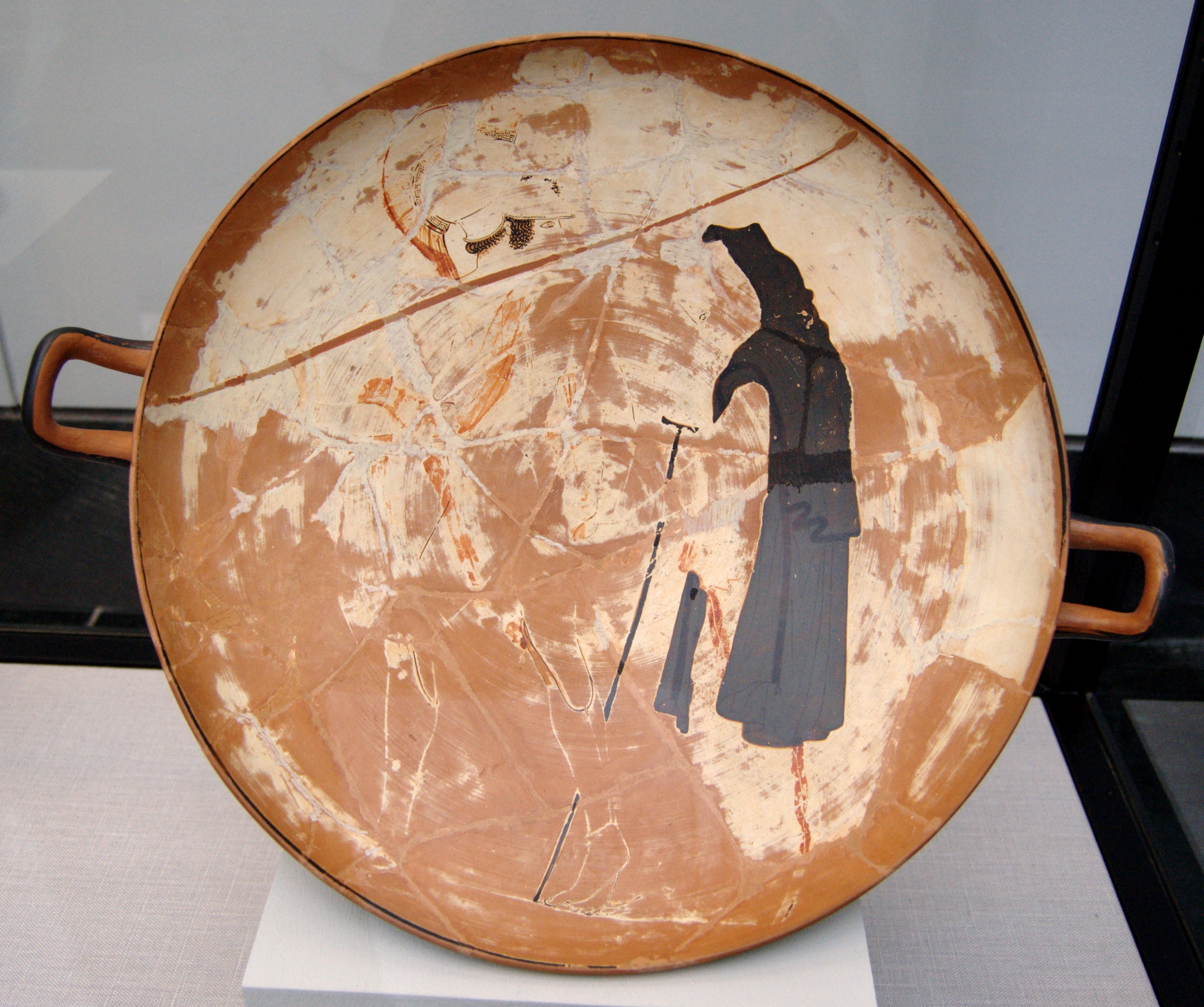
Ajtra i Demofont, V wiek p.n.e.

Ajtra (gr. Αἴθρα Aithra, łac. Aethra ‘Jasna’) – w mitologii greckiej królewna z Trojzeny, kochanka Ajgeusa i Posejdona, matka Tezeusza i być może Pejritoosa.

## Ajtra w mitologii
Ajtra była córką Pitteusa i według jednej z wersji mitu wnuczką Pelopsa. Za młodu mieszkała z ojcem w Pisie, gdzie została zaręczona z Bellerofontem. Do małżeństwa nie doszło, ponieważ narzeczony został wysłany do Karii. Pitteus dziedziczył wraz z bratem Trojzenem i Ajtiosem władzę nad Antają i Hypereą. Po śmierci brata połączył oba miasta w jedno i nazwał je Trojzeną. Niedługo potem przybył na jego dwór władca ateński Ajgeus. Ajgeus, który nie posiadał męskiego potomka, powracał do Aten od wyroczni delfickiej, która miała dać mu wskazówkę odnośnie do następcy.
Ajtra przebywała na dworze ojca i po nieudanym zamążpójściu nadal pozostawała dziewicą ku rozpaczy Pitteusa. Król upił więc Ajgeusa i zaprowadził go do łoża córki. Po odbyciu stosunku Ajtra porzuciła pijanego kochanka na rozkaz Ateny, która objawiła się jej we śnie tej samej nocy. Zabrała libacje i wyruszyła na pobliską wyspę Sfajrię, by na grobie Sfajrosa – woźnicy Pelopsa – złożyć ofiarę. Na wyspie Ajtra oddała się Posejdonowi. Już później księżniczka rozkazała wznieść na Sfajrii świątynię na cześć Ateny Apaturyjskiej. Przemianowała wyspę na Hierę i zobowiązała wszystkie trojzeńskie dziewczyny do poświęcenia bogini swoich dziewiczych przepasek przed zamążpójściem.
Posejdon zrzekł się prawa do ojcostwa na rzecz Ajgeusa w razie potencjalnego poczęcia przez Ajtrę dziecka. Gdy Ajgeus obudził się w łożu Ajtry, nakazał kochance, by zachowała tajemnicę ich związku. W razie urodzenia chłopca miała go wychować, nie wyjawiając imienia ojca aż do osiągnięcia przez niego dorosłości. Zachowanie tajemnicy było spowodowane pretensjami do tronu ateńskiego bratanków Ajgeusa, który obawiał się zamachu na swoje życie i życie swego ewentualnego potomka męskiego z Ajtrą.
Ajtra urodziła Tezeusza. Wychowywała go w pałacu w Trojzenie, zaś Pitteus rozpowiadał, że ojcem wnuka jest Posejdon. Gdy Tezeusz dorósł, Ajtra zaprowadziła go przed ołtarz Silnego Zeusa, by wskazać mu miejsce schowanych przed opuszczeniem Trojzeny przez Ajgeusa miecza i sandałów, dzięki którym ojciec miał go rozpoznać w Atenach.
Dalsze losy Ajtry związane były z Heleną Trojańską. Księżniczka spartańska, będąc jeszcze dzieckiem, została porwana przez Tezeusza i Pejritoosa. Ajtra opiekowała się nią, aż Dioskurowie uwolnili siostrę i uprowadzili Ajtrę w niewolę. Gdy Helena uciekła z Parysem, zabrała ze sobą swoją niewolnicę do Troi. Ajtra była poniżana przez księżniczkę spartańską. Została uwolniona przez swoich wnuków Demofonta i Akamosa dopiero po zwycięstwie Achajów w wojnie trojańskiej. Według jednej z wersji Ajtra zabrała z Troi swojego prawnuka Munitosa – syna księżniczki trojańskiej Laodike i Akamasa. Laodike była żoną Helikaona lub Telefosa. Zdradziła męża z Akamasem, który jeszcze przed rozpoczęciem wojny trojańskiej odwiedził dwór Priama.

## Analiza postaci
Ajtra obcowała tej samej nocy ze śmiertelnikiem i bogiem. Podobny motyw występuje w innych mitach greckich: o Arene – matce Idasa i Linkeusa, o Ledzie – matce Kastora i Polideukesa, o Alkmenie – matce Heraklesa i Ifiklesa. Śmiertelne kobiety rodziły w tych przypadkach bliźniaki, z których jeden miał naturę boską, drugi zaś ludzką. Jeden z braci zostawał więc świętym królem, drugi – jego bliźniaczym zastępcą. Na tej podstawie przypuszcza się, że Ajtra również mogła urodzić dwoje dzieci. Mitologia grecka przypisywała niekiedy Tezeuszowi śmiertelnego brata Pejritoosa, który z czasem został zapomniany, a jego cechy i atrybuty przybrał brat-bliźniak – początkowo święty król Trojzeny, a następnie – narodowy bohater ateński o podwójnej naturze: jako syn króla ateńskiego lub domniemany syn Posejdona. Przypuszczenie, że Tezeusz był świętym królem Trojzeny, oparte jest na podstawie jego sposobu ubierania się w lwią skórę. Niezależnie od wersji mitu o pochodzeniu Tezeusza, jego matka Ajtra pozostawała księżniczką Trojzeny. Szczególnie podkreślano więzi między Atenami a Trojzeną po wojnach perskich, gdyż Ateńczycy dążyli do utrzymania swoich wpływów w tym mieście.
Prawdopodobnie Ajtra odwiedziła Sfajrię zgodnie z ówczesnym zwyczajem, który nakazywał prostytucję dziewcząt przed zawarciem małżeństwa. Tradycja ta mogła się utrzymać w początkowej fazie patriarchalnej i była prawdopodobnie zapożyczona z Kanaanu, ponieważ Trojzena nie należała do kręgu kultury mykeńskiej.

## Obecność w kulturze i nauce
Imieniem królewny została nazwana planetoida (132) Aethra.